# Engelbert Smutny
Engelbert Smutny (* 19. März 1917; † 31. Oktober 1972) war ein österreichischer Fußballspieler.

## Karriere

### Vereine
Smutny rückte erstmals im August 1939 in die Deutsche Wehrmacht ein, hatte aber Fronturlaube. 1941 wechselte er vom Favoritner AC zum SK Rapid Wien, wo er seine größten Erfolge als Spieler feierte. 1946 wurde er mit den Hütteldorfern österreichischer Meister und Pokalsieger. Von 1947 bis 1952 spielte er für den Wiener Sport-Club, bevor er seine Karriere bei unterklassigen Vereinen ausklingen ließ.

### Auswahl-/Nationalmannschaft
Smutny nahm als Spieler der Gauauswahlmannschaft Donau-Alpenland am Wettbewerb um den Reichsbundpokal 1941/42 teil und unterlag am 7. Dezember 1942 im Wiener Praterstadion der Gauauswahlmannschaft Niederrhein durch das Tor des Esseners Josef Arens mit 0:1.
Er bestritt im Jahr 1946 drei Länderspiele für die Nationalmannschaft Österreichs. Sein Debüt gab er am 14. April in Wien beim 3:2-Sieg über die Nationalmannschaft Ungarns. Am 5. Mai unterlag er mit der Mannschaft der Nationalmannschaft Frankreichs mit 1:3 in Paris und am 27. Oktober der Nationalmannschaft der Tschechoslowakei mit 3:4 erneut in Wien.